# Gare de Fréteval - Morée
Gare de Fréteval - Morée vasútállomás Franciaországban, Fréteval településen.

## Vasútvonalak
Az állomást az alábbi vasútvonalak érintik:
- Párizs-Tours-vasútvonal

## Kapcsolódó állomások
A vasútállomáshoz az alábbi állomások vannak a legközelebb:
- Gare de Pezou (Gare de La Membrolle-sur-Choisille)
- Gare de Cloyes (Gare de Brétigny)